# Allium leucocephalum
Allium leucocephalum là một loài thực vật có hoa trong họ Amaryllidaceae. Loài này được Turcz. ex Ledeb. mô tả khoa học đầu tiên năm 1852.